# Vrbenská tůň
Vrbenská tůň je přírodní památka v okrese České Budějovice. Nachází se v Českobudějovické pánvi jeden kilometr jižně od vesnice Bavorovice. Důvodem ochrany byly stanoveny tůně s výskytem řezanu pilolistého. Jméno odvozuje od původní vsi České Vrbné, jež je nyní součástí města České Budějovice.

## Historie a rozloha
Vrbenská tůň byla vyhlášena zvláště chráněným územím 22. února 1974 a vymezena jako jedna parcela. Před rokem 1969 tůň obklopovaly louky, které však byly přeměněny na polnosti, což oblast negativně poznamenalo. Roku 1989 byla tůň odbahněna, zavedla se opatření zabraňující úniku vody a dokonce byla oživena přívodem z Dehtářského potoka.
Přírodní památka má rozlohu 0,88 hektaru a ochranné pásmo s rozlohou 4,6 hektaru.

## Flóra a fauna

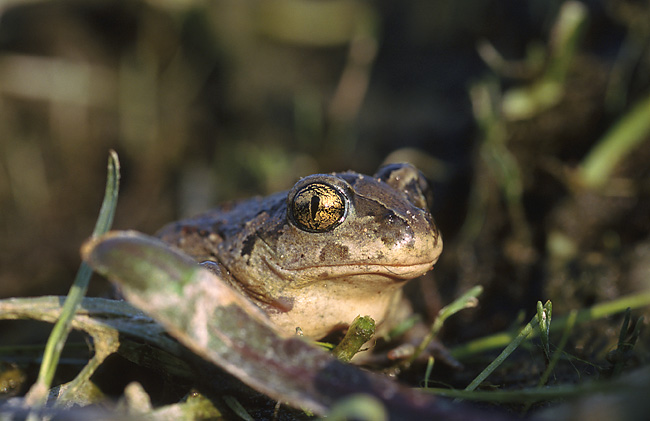
Blatnice skvrnitá

Výnos Ministerstva kultury ČSR o zřízení Vrbenské tůně jako důvod ochrany uvádí: „Typická flóra říčních ramen a tůní, jedna z mála lokalit řezanu pilolistého v kraji“, který však již od té doby vyhynul.
Ohrožené a zranitelné druhy žijící na území Vrbenské tůně zahrnují rostliny žluťuchu lesklou (Thalictrum lucidum), stolístek přeslenitý (Myriophyllum verticillatum), zevar jednoduchý (Sparganium emersum), stulík žlutý (Nuphar lutea), okřehek trojbrázdý (Lemna trisulca), brouka drabčíka (Alianta incana) a několik druhů řadu obojživelníků včetně blatnice skvrnité (Pelobates fuscus), čolka obecného (Lissotriton vulgaris), dvou druhů ropuch (Bufo), kuňky obecné (Bombina bombina) nebo rosničky zelené (Hyla arborea).